# Sicista tianshanica
Sicista tianshanica és una espècie de mamífer rosegador miomorf de la família dels dipòdids. Es troba a la Xina, el Kazakhstan i al Kirguizstan, distribuït per les estepes desèrtiques als peus de les muntanyes del cinturó alpí al Tien Shan (exceptuant les serralades occidentals), i possiblement al Tarbagatai.